# Isodiametra karpredi
Isodiametra karpredi är en plattmaskart som först beskrevs av Hooge och Tyler 2003.  Isodiametra karpredi ingår i släktet Isodiametra och familjen Isodiametridae. Inga underarter finns listade i Catalogue of Life.